# Ustava Republike Črne gore
Sedanjo ustavo Črne gore je 19. oktobra 2007 na izredni seji ratificiral in sprejel ustavni parlament Črne gore z zahtevano dvotretjinsko večino glasov. Ustava je bila uradno razglašena za Ustavo Črne gore 22. oktobra 2007. Ta ustava je nadomestila prejšnjo ustavo iz leta 1992.      